# پارک ملی دریاچه امبورو
پارک ملی دریاچه امبورو (انگلیسی: Lake Mburo National Park) یک پارک ملی در اوگاندا است.
این پارک که در منطقه غربی، اوگاندا قرار دارد دارای ۲۶۰ کیلومتر مربع مساحت می‌باشد، بیش از ۳۰۰ گونه جانوری همچون گورخر، اسب آبی، ایمپالا، زگیل‌داران، گاو کوهی معمولی، گاومیش آفریقایی، شغال و پلنگ در این پارک زندگی میکنند.